# Blekinge län
Koordinaten: 56° 8′ N, 15° 15′ O

Blekinge län ist eine Provinz (län) im Süden Schwedens, die die gesamte historische Provinz Blekinge umfasst.

## Geographie
Das Territorium von Blekinge län macht 0,7 % der Fläche des schwedischen Staatsgebietes aus. Es ist damit die kleinste Provinz Schwedens.

## Wappen
Beschreibung: In Blau eine ausgerissene goldene Eiche mit neun Blättern und vier Eicheln. Über dem Stamm sind drei goldene Kronen gezogen.

## Bevölkerung
Der Anteil an der Gesamtbevölkerung Schwedens beträgt 1,7 %.

## Gemeinden und Orte

### Gemeinden
Blekinge län besteht aus fünf Gemeinden (schwedisch: kommuner).
| Gemeinde   | Einwohner |
| ---------- | --------- |
| Karlshamn  | 31.751    |
| Karlskrona | 66.301    |
| Olofström  | 13.000    |
| Ronneby    | 28.741    |
| Sölvesborg | 17.430    |

(Stand: 31. Dezember 2024)

### Größte Orte
- Karlskrona (35.212)
- Karlshamn (19.075)
- Ronneby (12.029)
- Sölvesborg (8.401)
- Olofström (7.327)
- Kallinge (4.561)

(Einwohner Stand 31. Dezember 2010)